# Josefina de Vasconcellos
Josefina Alys Hermes de Vasconcellos MBE FRBS (* 26. Oktober 1904 in Molesey, Surrey; † 20. Juli 2005 in Blackpool, Lancashire), mitunter auch Josephina de Vasconcellos, war eine britische Bildhauerin.

## Leben
Josefina de Vasconcellos wurde 1904 in Molesey im englischen Surrey geboren. Ihr Vater war der brasilianische Diplomat Hippolyto de Vasconcellos, ihre Mutter Freda Coleman stammte aus einer Londoner Quäkerfamilie. Bereits früh in ihrer behüteten Kindheit wurde sie dazu animiert, sich künstlerisch auszuprobieren. Ersten Unterricht im Zeichnen erhielt sie an der Bournemouth Art School. Mit 14 Jahren reiste sie zusammen mit ihrem Vater von London aus nach Rio de Janeiro, wo sie weiteren Unterricht von den Künstlern und Brüdern Rodolfo und Henrique Bernardelli erhielt. Zwei Jahre später trennten sich ihre Eltern und zeitlebens blieb sie mehr mit ihrer Mutter als mit ihrem Vater verbunden. Drei Jahre später kehrte sie nach England zurück und begann ein Studium der Bildhauerei an der Regent Street Polytechnic unter Harold Brownsword. 1923 ging sie nach Florenz, wo sie Unterricht bei Libero Andreotti und Guido Calore nahm. Ab 1926 setzte sie ihr Studium in Paris an der Académie de la Grande Chaumière unter Antoine Bourdelle fort, der ihren künstlerischen Stil nachhaltig beeinflusste. Bourdelles enger Freund Aristide Maillol stellte einen weiteren Einfluss dar, der sich besonders in der Bezugnahme auf nicht-westliche Kunst in beiden Œuvres zeigt. Erste Werke stellte sie im Pariser Salon des Tuileries, im Salon das Bellas Artes in Rio de Janeiro und auf der Sommerausstellung der Londoner Royal Academy of Arts im Jahr 1926 aus. Ihren ersten öffentlichen Auftrag erhielt sie im gleichen Jahr für die Kirche Saint-Valéry de Varengeville-sur-Mer in der französischen Gemeinde Varengeville-sur-Mer, für die sie einen neuen Altar und eine dazugehörige Altarskulptur anfertigte.
Nach Ende ihrer Studienzeit kehrte sie nach London zurück, wo sie mit einem Stipendium von der Royal Academy of Arts gefördert wurde. Die damals beliebte moderne Kunst lehnte sie zu großen Teilen ab, weil ihr diese die Schönheit fehlte. Auf der Suche nach einem eigenen Stil fühlte sie sich in London daher zunehmend unwohl und zog deshalb Ende der 1930er Jahre in den Lake District, wo de Vasconcellos sich in der Tradition ihrer Lehrmeister als Steinbildhauerin und Schafferin von Gedenkskulpturen und Mahnmalen hervorzutun begann. Unter anderem schuf sie in dieser Zeit das Mahnmal Christ the Judge, das an den deutschen Überfall auf Polen 1939 gedenken soll. Das Werk wurde später in The Prince of Peace umbenannt und befindet sich seit 1950 als Herzstück eines Kriegsdenkmals in Aldershot. Weitere ähnliche Werke während des Zweiten Weltkriegs und in der unmittelbaren Nachkriegszeit erhöhten ihre Bekanntheit. Nach Kriegsende baute sie sich ein eigenes Studio in London auf und eine erste Ausstellung ihrer Werke organisierte sie in einem Bombenkrater an der Piccadilly. 1948 wurde sie als Fellow in die Royal Society of Sculptors aufgenommen. Parallel erweiterte sie ihr künstlerisches Repertoire, 1951 wurde sie zur Nationalausstellung Festival of Britain eingeladen und nahm mit einem Holzschnitt von Erzengel Michael teil, der im Lambeth Palace gezeigt wurde. 1960 beteiligte sie sich mit einer Bronzeskulptur namens Boys Wrestling an der fünften „Open Air Sculpture“-Ausstellung des London City Councils. Ein weiteres ihrer Werke wurde 1955 der St Paul’s Cathedral übergeben. Parallel nahm sie diverse Male an den Sommerausstellungen der Royal Academy of Arts teil. 1953 war sie zudem unter den Mitbegründerinnen der Society of Portrait Sculptors; Porträtbüsten und -skulpturen bildeten fortan einen weiteren Schwerpunkt ihrer Arbeit. Entsprechende Werke fertigte sie unter anderem von Bergsteiger Tenzing Norgay, Dichterin Edith Sitwell, Mittelstreckenläuferin Roger Bannister, General William Platt und Richter Alfred Denning. Ihre Darstellung der Heiligen Familie erfreute sich über viele Jahre großer Beliebtheit in England und wurde unter anderem jährlich auf dem Trafalgar Square gezeigt.

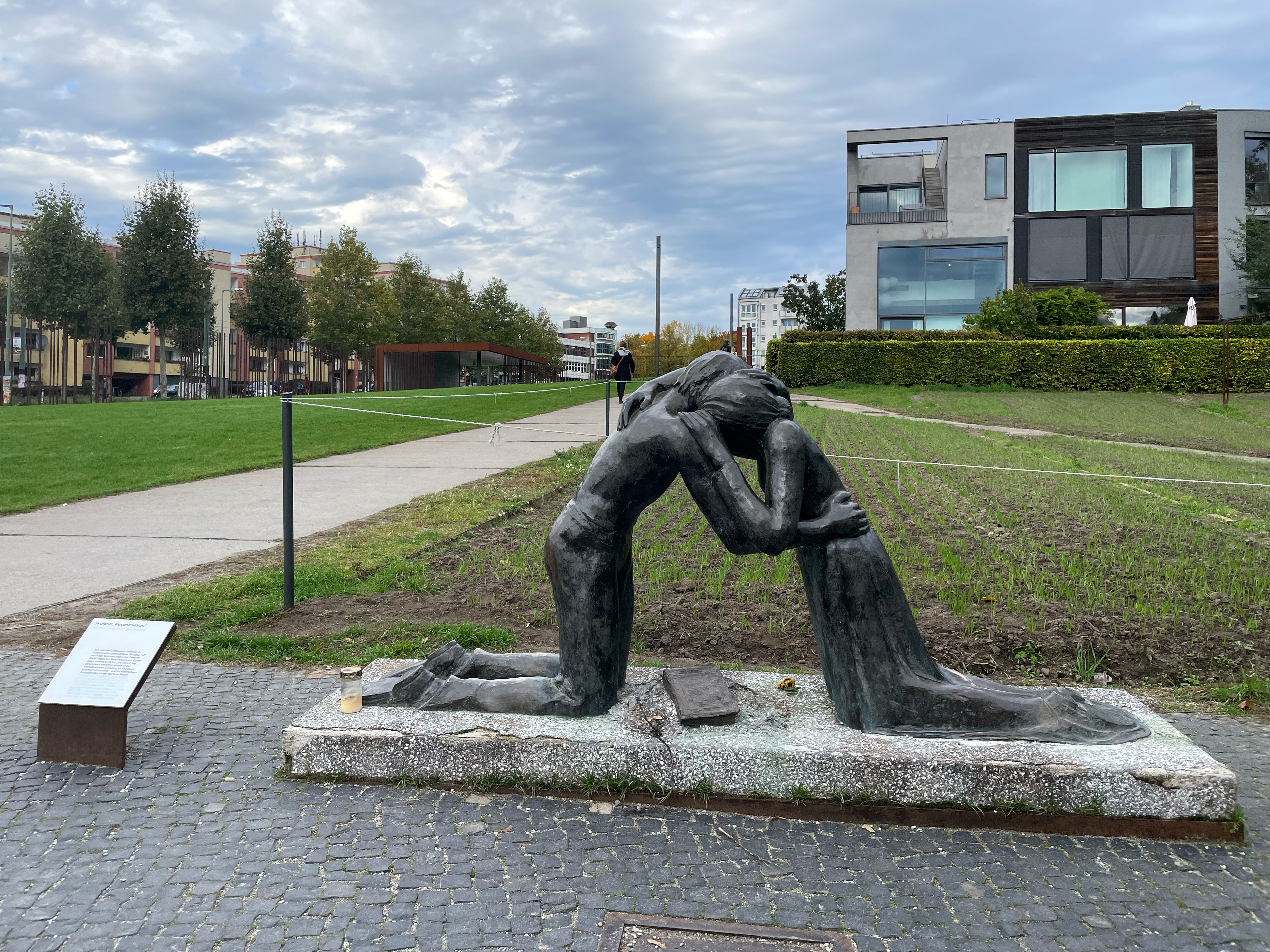
Die Skulptur Reconciliation auf der Gedenkstätte Berliner Mauer

1930 heiratete sie den Künstler Delmar Banner. Erst nach ihrer Eheschließung realisierte sie, dass Banner homosexuell war. Zwar geriet das Ehepaar dadurch in eine Krise, doch blieben sie eng befreundet und verheiratet bis zu Banners Tod 1983. Lange Jahre lebten die beiden in einem alten Farmhaus in Little Langdale, einem Tal des Lake Districts. 1940 adoptierten die beiden zwei Kinder aus London, die nach Bombenangriffen aus London evakuiert worden waren. Zum gemeinsamen Freundeskreis des Ehepaars gehörten der Landschaftsmaler Gilbert Spencer, der Dichter Norman Nicholson und die Schafzüchterin und frühere Kinderbuchautorin Beatrix Potter. Wegen Banner konvertierte sie zudem zum Christentum, dessen Moralvorstellungen sie im Laufe der Jahre vollständig annahm: Der Konflikt zwischen Gutem und Bösem ist in vielen ihrer Werke präsent. Der Tod ihrer geliebten Mutter 1961, der auf einen Suizid zurückgeführt werden musste, erschütterte de Vasconcellos schwer. Nichtsdestotrotz blieb sie weiterhin künstlerisch aktiv: Anfang der 1970er Jahre erschuf sie mit der Skulptur Reconciliation, die zwei kniende und sich umarmende Personen zeigt, ihr bekanntestes Werk, das in verschiedenen Versionen vor der Coventry Cathedral, im Friedenspark Hiroshima, in der Gedenkstätte Berliner Mauer und auf der Stormont Estate, dem Sitz des nordirischen Parlamentes nahe Belfast, steht. Die Skulptur ist auch unter dem Namen Reunion bekannt.  1977 erhielt sie die Ehrendoktorwürde der University of Bradford, für die sie die erste Version der Statue anlässlich der Entstehung einer Fakultät für Friedens- und Konfliktforschung vier Jahre zuvor erschaffen hatte. Unter ihren letzten Werken befindet sich die Skulptur The Weight of Our Sins, die auf Verbrechen gegen Kinder aufmerksam machen soll, und die Steinbildhauerei Escape to Light (2001) in Gedenken an den Independent Off-Shore Rescue Service. Noch mit 95 Jahren war sie zur Artist in Residence im Prince Charlie’s House in Kendal ernannt worden. Zeitlebens unterstützte sie auch diverse karitative Projekte, unter anderem zur Förderung benachteiligter Kinder und gegen die Armut in Afrika. Für dieses Engagement wurde sie 1985 zum Member des Order of the British Empire ernannt (MBE). Obgleich sie noch bis ins hohe Alter allein in einem kleinen Cottage in Ambleside gelebt hatte, verbrachte sie ihren Lebensabend in einem Altenheim in Blackpool, wo sie im Sommer 2005 neun Monate nach ihrem 100. Geburtstag verstarb.